# Equatorianos
Equatorianos é a definição para o povo nascido nos territórios do Equador. Também pode ser denominado equatoriano aquele que tiver ascendência equatoriana, ou um imigrante que tenha nascido em outro país e tenha tirado nacionalidade equatoriana. Atualmente, há cerca de 18.000.000 de equatorianos pelo mundo, principalmente no próprio país (aprox. 16.000.000), nos Estados Unidos e na Espanha. 
A etnia da população equatoriana é composta por sua maioria de cafusos, mestiços (indígenas e espanhóis), caucasianos e negros ou mestiços de negros. O maior culto religioso seguido é a Religião Católica (aprox. 95%).

## Imigração
Os principais destinos dos equatorianos que saem de seu país são os Estados Unidos e a Espanha. Nesses dois lugares, há cerca de 1.000.000 de equatorianos, localizados principalmente em Nova York, Nova Jersey, Madrid, Zaragoza e La Coruña. Essa imigração, pelo fato de ser antiga, gera a existência de grupos étnicos peculiares, os Equatoriano-Americanos e os Equatoriano-Espanhóis. 
Em Sleepy Hollow, Nova York, cerca de 10% de sua população é descendente de equatorianos. Em Madrid, a taxa de recém-nascidos com família equatoriana ultrapassa a portuguesa e marroquina, demonstrando a força demográfica dessa população na Espanha e nos Estados Unidos.

### Celebridades Equatoriana-Americanas
- Vanessa Hudgens
- Christina Aguilera
- Adrienne Bailon
- Michael Steger

### Celebridades Equatoriana-Espanholas
- Juan Calatayud

### Ver Também
- Demografia do Equador